# Abraham Moles

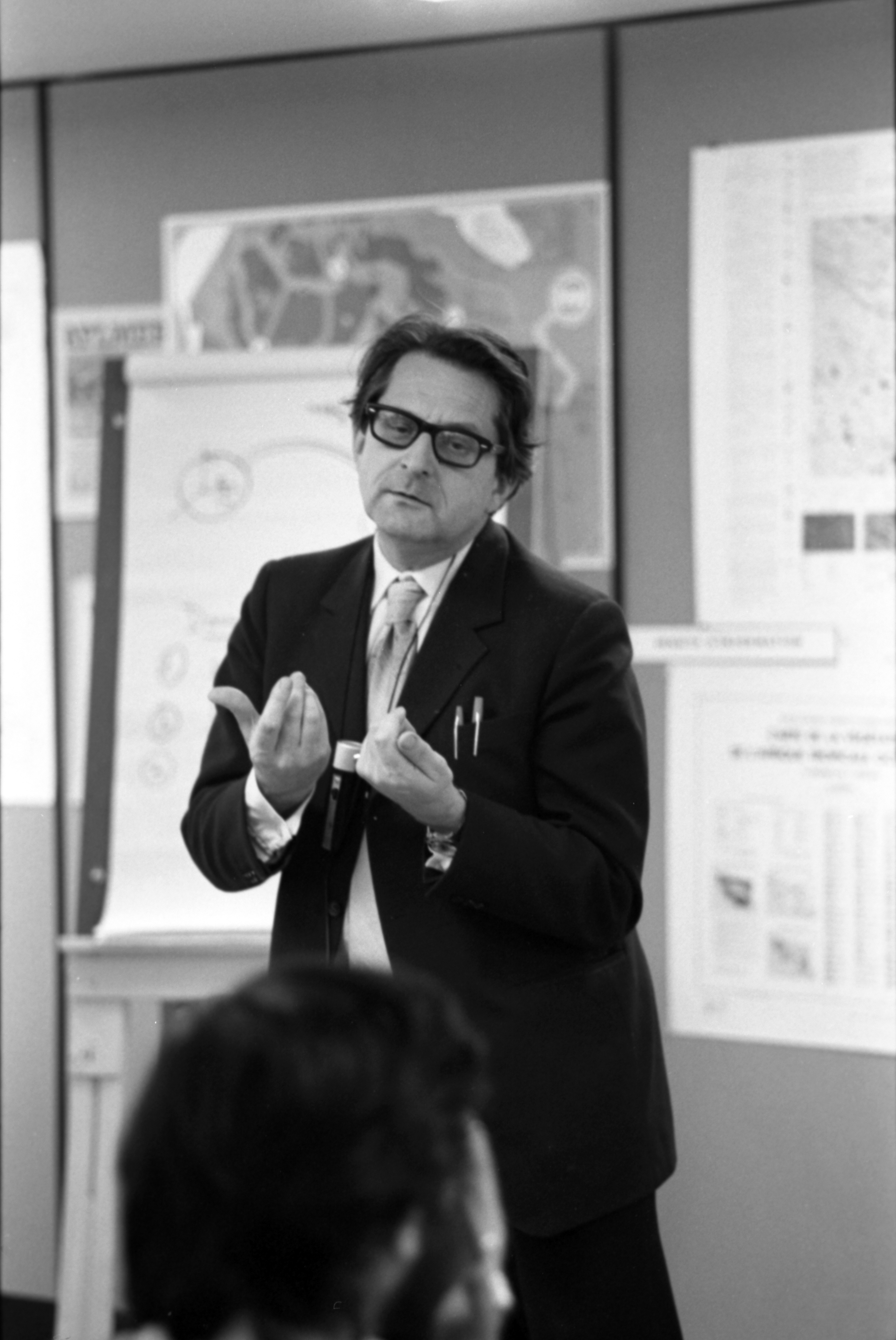
Abraham Moles na Uniwersytecie Laval na Wydziale Komunikacji podczas konferencji w grudniu 1972 roku.

Abraham Moles (ur. 1921, zm. 1992) – francuski inżynier elektryk, akustyki, doktor psychiatrii i filozofii. Wykładowca socjologii, psychologii, komunikacji i rysunku m.in. na uniwersytetach w Meksyku, Strasburgu i San Diego. Autor wielu książek, m.in. wydanej w Polsce Kicz, czyli sztuka szczęścia.

## Twórczość
- Physique et technique du bruit, Paris, Dunod, 1952
- La Création scientifique, Genève, Kister, 1957
- Musiques expérimentales, Zurich, Cercle d'art, 1961
- Communications et langages, (en collaboration avec B. Vallancien), Paris, Gauthier-Villars, 1963
- Phonétique et phonation, (en collaboration avec B. Vallancien) Paris, Masson, 1966
- L'affiche dans la société urbaine, Paris, Dunod, 1969
- Créativité et méthodes d'innovation, Paris, Fayard, 1970
- Art et ordinateur, Paris, Casterman, 1971
- Théorie des objets, Paris, Ed. Universitaires, 1972
- Psychologie de l'espace, (En collaboration avec Élisabeth Rohmer), Paris, Casterman, 1972
- Théorie de l'information et perception esthétique, Paris, Denoël, 1973
- Sociodynamique de la culture, Paris, Mouton, 1973
- La Communication, Paris, Marabout, 1973
- Micropsychologie et vie quotidienne, (En collaboration avec Élisabeth Rohmer), Paris, Denoël, 1976
- Psychologie du Kitsch, Paris, Denoël, 1977 Kicz, czyli sztuka szczęścia, Warszawa, 1978
- Théorie des actes, (En collaboration avec Élisabeth Rohmer), Paris, Casterman, 1977
- L'image, communication fonctionnelle, Paris, Casterman, 1981
- Labyrinthes du vécu, Paris, Klincksieck, 1982
- Théorie structurale de la communication et société, Paris, Masson, 1986
- Les sciences de l'imprécis, (En collaboration avec Élisabeth Rohmer), Paris, Seuil, 1990
- Psychosociologie de l'espace, (En collaboration avec Élisabeth Rohmer), textes rassemblés, mis en forme et présentés par Victor Schwach, Paris, L'Harmattan, 1998